# 설라지주

주 문장

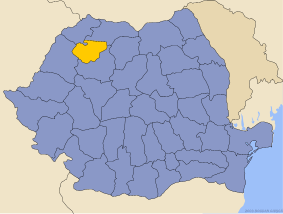
설라지 주의 위치

설라지주(루마니아어: Judeţul Sălaj, 헝가리어: Szilágy)는 루마니아 북서부 트란실바니아 지방에 위치한 주로, 주도는 잘러우이며 면적은 3,864km2, 인구는 248,015명(2002년 기준), 인구 밀도는 64명/km2, ISO 3166-2 코드는 RO-SJ이다. 서쪽으로는 비호르 주, 북쪽으로는 마라무레슈 주와 사투마레 주, 남쪽과 동쪽으로는 클루지 주와 접하며 1개 시와 3개 마을, 58개 지방 자치체를 관할한다.

## 인구
- 루마니아인: 71.23%
- 헝가리인: 23.04%
- 로마인: 5.05%
- 슬로바키아인: 0.55%
- 민족 불명: 0.13%